# Nokia 6 (2017)
O Nokia 6 é um smartphone que foi recentemente lançado pela HMD Global nesse ano. Atualmente é o smartphone mais potente com a marca Nokia usando o Android 7.0 Nougat.
Ele foi lançado na China em janeiro de 2017, logo após o anúncio. Em 26 de fevereiro de 2017, no Mobile World Congress de 2017, foi anunciado que o Nokia 6 estará disponível globalmente. Ele foi lançado em outros mercados asiáticos, incluindo a Malásia, em abril, e é esperado que chegue as versões ocidentais a partir de junho de 2017.
O Nokia 6 não tem previsão de lançamento no Brasil, porém, a Nokia já confirmou que os aparelhos serão vendidos por aqui.